# Борджиа, Чезаре
Че́за́ре (Це́зарь) Бо́рджиа (кат. Cèsar de Borja i Cattanei — Се́зар де Бо́рха-и-Катане́и, исп. César de Borja y Cattanei — Се́сар де Бо́рха, итал. Cesare Borgia — Че́заре Бо́рджа; предположительно 1474, 1475 или 1476 годы, Рим, Папская область — 12 марта 1507, Виана, Наварра) — политический деятель эпохи Возрождения из испанского рода Борха (Борджиа). Предпринял неудачную попытку создания в центральной Италии собственного государства под эгидой Святого Престола, который занимал его отец Папа Римский Александр VI. Погиб в бою, пережив отца менее чем на четыре года.
Братья — Джованни Борджиа, Джоффре Борджиа, сестра Лукреция Борджиа. Титулы — герцог валансский и романьольский, принц Андрии и Венафро, граф де Дюа, правитель Пьомбино, Камерино и Урбино, гонфалоньер и капитан-генерал Святой церкви. Девизом Чезаре Борджиа было латинское крылатое выражение «Aut Caesar, aut nihil» (дословно — «Или Цезарь, или ничто», аналог в русском — «Пан или пропал»).

## Биография

### Происхождение и ранние годы
Чезаре Борджиа родился, вероятно, в Субиако. Принято считать, что отцом его был кардинал испанского происхождения Родриго де Борджиа, позже ставший папой Александром VI, а матерью — его любовница простолюдинка Ванноцца деи Каттанеи. Точный год рождения его неизвестен. Первая встреча Родриго де Борджиа с любовницей датируется 1472 годом, когда женщине исполнилось 30 лет. Вероятные даты рождения сына — 1474, 1475 или 1476 год, из детей Ваноццы он был, видимо, самым старшим. Родными языками его были, видимо, как римский итальянский, так и каталанский.

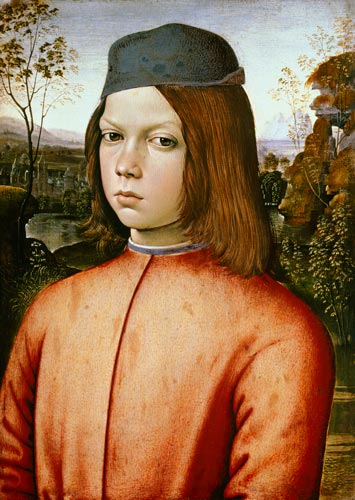
Пинтуриккьо. Портрет мальчика (ок. 1500 года). Предположительно, изображён юный Чезаре

Чезаре с детства готовили к тому, что он пойдёт по стопам отца и также будет делать духовную карьеру. Есть рассказ современника, что в 1480 году папа Сикст IV якобы освободил его от необходимости доказывать законность рождения — что было необходимо для будущего кардинала. Возможно, Чезаре считался законным сыном мужа своей матери Доменико д’Ариньяно, поскольку в большинстве документов эпохи он называется внучатым племянником или родственником кардинала Родриго Борджиа, но не сыном.
В 14 лет Чезаре получил звание апостолического пронотария. В возрасте 15 лет Чезаре изучал все тонкости канонического права, теологию и ораторское искусство в университете Перуджи, а через год продолжал его в Пизе. Как передаёт его современник Паоло Помпилио, его тогда называли красой и надеждой всего рода Борджиа за его выдающиеся способности, а его диссертация по юриспруденции считалась одной из лучших, написанных в 80-е годы XV века. Тем временем его отец наводил порядок в Риме — во времена его предшественника город стал центром бандитизма, около 200 римлян каждый день погибали насильственной смертью. Папа Римский отдал приказ повесить главарей бандитов, освободил от должностей наиболее продажных судей, ввёл новые должности инспекторов и надзорщиков, наблюдавших за порядком, а также лично разрешал наиболее сложные споры и конфликты среди жителей города.
Чезаре было свойственно высокомерие и честолюбие — в возрасте около 17 лет он подписывался в тоне коронованных особ. Во многом это было связано с тем, что к 1491 году Чезаре уже получил должность администратора епископства Памплоны, через год — архиепископства Валенсии, а также имел доходы с нескольких монастырей. Его основная должность приносила около 160 000 дукатов в год. Помимо этого в этом году Борджиа готовился принять герцогский титул от своего отца. Тогда же его возвели в кардиналы-дьяконы и даровали ещё несколько епархий, даже несмотря на то, что он никогда не был рукоположён в пресвитеры или епископы.

### Первая итальянская война

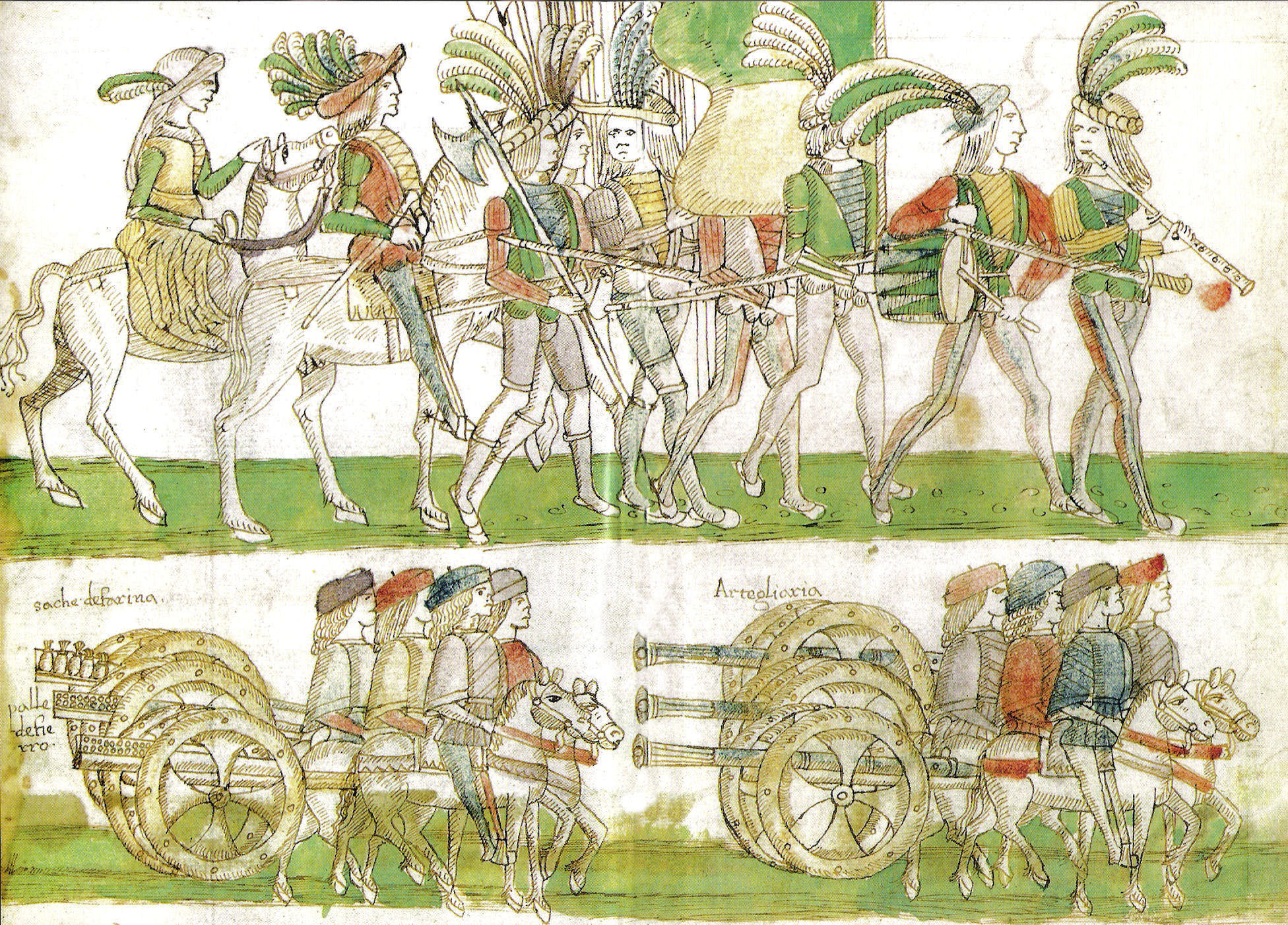
Французы, вступающие в Неаполь в 1495 году (рисунок из хроники Мелкиоре Феррайоло)

На тот момент у святого престола были крайне напряжённые отношения с богатым миланцем Лодовико Марией Сфорца. Благодаря его дипломатическим способностям на севере Италии возникла крупная лига из 5 городов. Этот союз был в первую очередь направлен против Неаполя, бывшего союзником папства. Вместе с тем Александр не спешил открыто говорить о своей поддержке какой-либо стороны, поскольку в Риме находился Асканио, младший брат правителя Милана, поэтому северная лига могла спокойно встать на его сторону. Одновременно с этим готовилась помолвка сестры Чезаре Лукреции с двоюродным братом Лодовико Джованни. В конце концов Александр разорвал отношения с королём Фердинандом I Неаполитанским и примкнул к лиге.
Одновременно с этим вернулся из Нового света Христофор Колумб. Его рассказы о далёких землях эхом катились по всей Европе, и большей части государств было всё равно, что происходит в Италии. Александр издал буллу в пользу Испании, давшую ей право на владение новыми землями, благодаря чему отношения между папством и империей достигли пика, и попытка Фердинанда втянуть их в борьбу успехом не увенчалась. А замужество Лукреции лишь укрепило связь папства и Милана.
Сразу же после этого Лодовико, продолжавший недолюбливать своего тестя, решил втянуть во внутренние дела Италии французского короля Карла VIII, претендующего на неаполитанскую корону (как наследник неаполитанских королей из династии Анжу-Валуа). Тогда Неаполитанский король вновь предложил папе союз, достигнутый благодаря новому браку и солидным денежным уступкам. На этот момент Чезаре был уже кардиналом Санта-Мария-Нуова (хотя сам себя он называл кардиналом Валенсии).
25 января 1494 года умер Фердинанд I. Подстёгнутый этим событием, Карл принял титул короля Неаполитанского и Сицилийского, прося у папы признать его притязания. За эту услугу он предлагал несколько десятков тысяч ливров ежегодно, но папа отказался от коронования, вероятно из-за того, что законный наследник короля мог ввести войска в Рим сразу же. Он отправил своего племянника Хуана короновать принца Альфонса, туда же выехал и его сын Джоффре, обвенчавшийся с дочерью короля.

Герб валенсийского рода Борха: бык на золотом поле

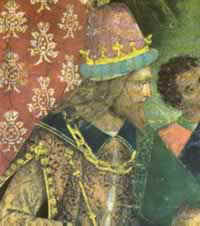
Фрагмент с императором из фрески «Диспут святой Екатерины» из апартаментов Борджиа (предполагаемый портрет Чезаре Борджиа)

Рассерженный Карл осенью того же года направил через Альпы огромное войско в 90 000 солдат. Он встретился с Лодовико, а позже, не встречая сопротивления, их войска направились на юг. Войдя в декабре 1494 во Флоренцию, король Франции опубликовал манифест, в котором заявлял о своих правах на Неаполь и Сицилию, однако там ни слова не было про папство. Однако Александр отказался пропустить французские войска через земли Церкви, и в ответ Карл ввёл войска в Рим. Александр VI был вынужден пропустить войска Карла через Папскую область, поскольку не мог противостоять сильному противнику. Более того, папа, затянув время и отсидевшись в замке Святого ангела, сумел заключить 15 января 1495 года договор с Карлом — он обещал свободный проход войск через Папскую область и обеспечение их продовольствием, а также отдавал в заложники кого-то из своих сыновей, а также кого-то из важных вельмож. Однако не обещал признать Карла неаполитанским королём. Карл же подписывался под тем, что он отказывается от попыток оспорить его избрание и сместить его.
Сыном Александра, который направился с Карлом, стал Чезаре. Важным же вельможей стал османский принц Джем. Из-за столь высокопоставленного пленника в Европе разгорелись страсти, каждый из правителей пытался заполучить его себе ввиду опасности вторжения турецких войск. Когда Карл начал переговоры о выкупе с братом принца, султаном Баязидом, Иоанниты призвали передать Джема в Ватикан. Карл выполнил их требования, не желая ссорится с орденом. Тогда Баязид предложил 40 000 дукатов за год принца в Риме, на что Александр ответил согласием. Однако решившийся на большую войну король поставил ультиматум Александру — либо он сжигает Рим, либо Джем становится его заложником, на что папа римский возразить уже не смог.
Тогда же Испания, обеспокоенная французскими действиями, решила вмешаться в войну. Она предъявила свой ультиматум — либо Карл прекращает поход, либо против него будет объявлена война. Чезаре был, видимо, осведомлён о планах испанцев, поскольку под покровом ночи он переоделся конюхом и смог сбежать из плена. Вместо того, чтобы направиться в Рим, Чезаре добрался до Сполето, из-за чего к королю направилась целая делегация, убедившая Карла в непричастности жителей города к инциденту.
Бегство Чезаре не остановило короля Франции. Через три недели после выхода из Рима Карл без боя взял Неаполь. 18 февраля он вошёл в Капую. Однако 25 февраля 1495 года принц Джем умер от дизентерии или от пневмонии, развившейся как последствие бронхита. Именно смерть Джема стала причиной возникновения легенды про яд Борджиа (например Санудо пишет о том, что на трупе имелись явные следы такого воздействия) — многие считали, что его убил Александр VI руками сына. С тех пор в Риме после каждой странной смерти возникал вопрос о причастности семейства Борджиа к этому событию.
Дальнейшая война продвигалась не в пользу французов — их войска редели из-за неизлечимых (и неизвестных в те времена) болезней, как, например, сифилис. Одновременно с этим на войска Карла нападали силы неаполитанцев. К началу мая войска коалиции Испании, Неаполя и присоединившейся к ним Венеции превосходили французов числом. На обратном пути в Рим Карл мог быть полностью разгромлен. Поэтому 12 числа войска покинули Неаполь. Первого июля он вступил в Рим. 5 дней спустя французы потерпели поражение при Форново. Одновременно с этим они распространили болезнь в Риме, из-за чего Карла стали называть антихристом.
Эта война показала Александру VI, что ему необходимо увеличить свою власть в Центральной Италии. Он направляет своего сына Чезаре в качестве посла в Неаполь, с которым удаётся договориться об активных действиях. Помимо этого в Венецианскую лигу — так отныне называется антифранцузский союз — вступает ранее нейтральная Англия. В августе 1496 году сын Александра Джованни (Хуан), герцог Гандийский, с разрешения короля Фердинанда, вернувшись в Рим из Арагона, принял звание гонфалоньера Церкви, командующего всеми войсками, находящимися в подчинении Папы, для войны против бывших союзников французов итальянских властителей, в первую очередь против семейства Орсини. Джованни Гандийский в военном деле понимал недостаточно, и потому вместе с ним командовал армией Гвидобальдо, герцог Урбинский. Одновременно с этим в монастырь уходит любимая сестра Чезаре Лукреция, поскольку на её мужа готовится покушение по приказу Джованни. Из-за этого Чезаре, и до этого недолюбливавший брата, теперь и вовсе его ненавидел.

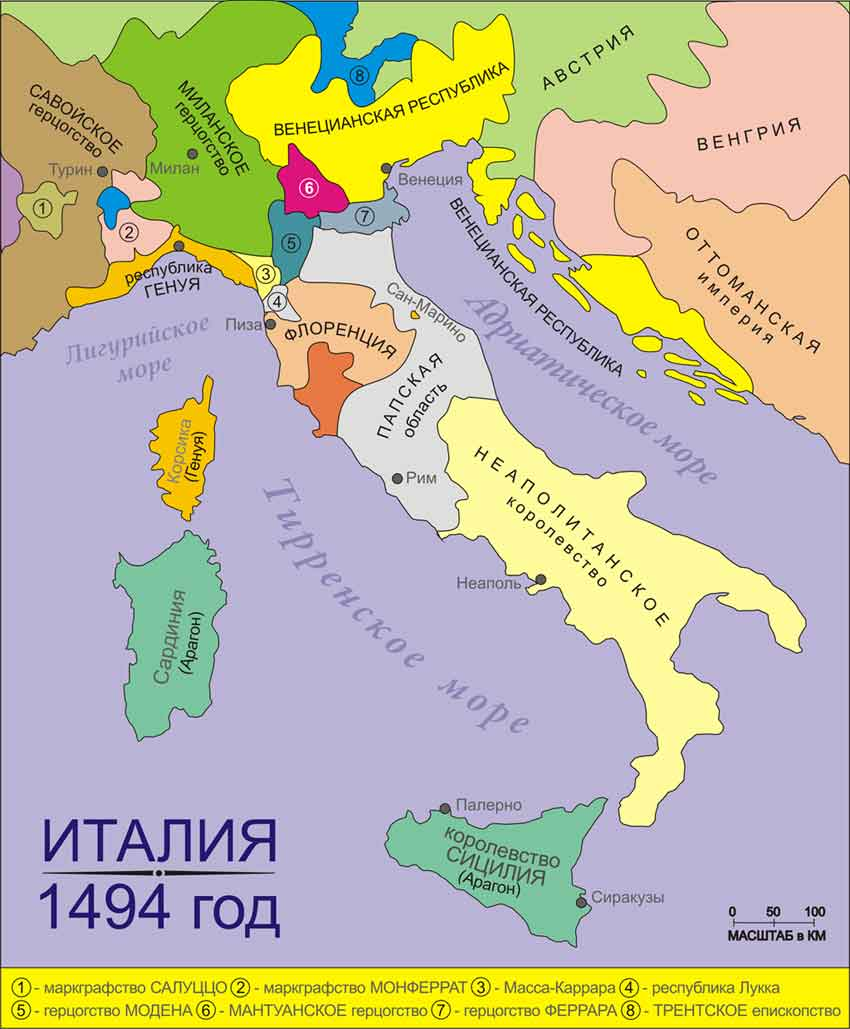
Государства Италии в 1494 году

Чезаре мог остаться князем Церкви, если бы не гибель брата 14 июня 1497 года. Его труп с ножевыми ранениями был обнаружен в Тибре, при этом убийцы не тронули кошелёк, полный золотых монет. Обстоятельства убийства были крайне загадочны. Со временем появились слухи и памфлеты о том, что желавший занять должность брата Чезаре подослал убийц к Джованни. У Джованни было немало личных врагов, кроме недоброжелателей семьи: Орсини, поход против которых Джованни возглавлял, и чьи земли папа собирался ему отдать, поссорившиеся с ним кондотьеры вроде Гвидобальдо да Монтефельтро, обиженные на то, что герцог Гандийский приписал их заслуги в военных кампаниях лично себе, оскорблённые им мужья и отцы (он имел несколько любовных связей с римскими дамами).
22 июля 1497 года Чезаре покинул Рим, чтобы от имени папы короновать в Неаполе Федериго, дядю прежнего неаполитанского короля. В Неаполе тогда жил его младший брат Джофредо, с женой которого Санчией (незаконнорождённой дочерью свергнутого французами короля Альфонсо), согласно распространённым слухам, Чезаре состоял в связи.
Осенью 1497 года в Риме слушалось дело о разводе Лукреции Борджиа с первым мужем Джованни Сфорца. Официальной причиной объявлялось отсутствие консуммации брака. При этом ходили слухи о беременности Лукреции от любовника, слуги Александра VI — испанца Педро (Перотто) Кальдерона. В письмах венецианского посла Паоло Капелло говорится, что якобы Чезаре с мечом бегал по Папскому дворцу за Перотто и серьёзно ранил его на глазах папы. Позже, в феврале 1498 года труп Перотто выловили из Тибра.
Весной 1498 года в семье Борджиа родился младенец Джованни Борджиа, публично объявленный сыном Чезаре и неизвестной незамужней женщины (папская булла, хранившаяся втайне, признавала его сыном самого папы). Есть версия, что этот ребёнок — сын Лукреции от убитого испанца. В связи с этим распространилось обвинение не только в кровосмесительной связи Лукреции с отцом, выдвинутое её опозоренным и отвергнутым мужем Джованни Сфорца, но и обвинение в инцесте родных сестры и брата, популяризированное массовой культурой XIX—XX веков. Лукрецию 21 июня 1498 года выдали замуж за Альфонсо, герцога Бишелье, незаконнорожденного сына покойного неаполитанского короля, с которым Чезаре познакомился в Неаполе годом ранее.
Незадолго до того, 14 апреля 1498 года неожиданно от травмы умер молодой французский король Карл VIII. Престол занял его родственник, Людовик XII, который немедля сообщил Александру VI, что предъявляет наследственные права на владение Миланом (как правнук по женской линии миланского правителя Джан Галеаццо Висконти) и Неаполем (как наследник неаполитанских королей из династии Анжу-Валуа), но не хочет ни в чём ущемлять Святой Престол. Также новый французский король просил разрешения папы на развод с бездетной дочерью Людовика XI, Жанной Французской с тем, чтобы жениться на вдове своего предшественника Анне Бретонской. Александр VI принял политическое решение о сближении с недавним врагом — Францией.

### Дипломатический брак

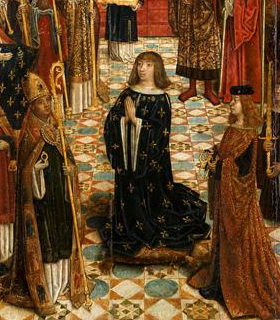
Коронация Людовика XII в Реймсском соборе (1502)

14 августа 1498 года папа и вся контролируемая им Коллегия кардиналов разрешила Чезаре отказаться от духовного сана. Он стал первым в истории католической церкви кардиналом, официально возвращённым к званию мирянина: это шокировало современников, но не нарушало церковные правила, так как Чезаре ещё не был рукоположен ни в епископы, ни в священники, а только в низший церковный чин чтеца. По договорённости Ватикана с французскими послами папы король Людовик обещал способствовать браку Чезаре с законной дочерью неаполитанского короля Федериго Карлоттой, воспитанной при французском дворе. Брак Лукреции с её родственником был только ступенью к этому браку.
Папское разрешение на аннулирование брака короля во Францию повёз сам Чезаре в сопровождении пышной свиты. Римляне удивляли французов роскошью — горнисты, швейцарская гвардия, дворяне, пажи, слуги, музыканты, — когда в конце 1498 года двигались от Марселя до Шинона, где располагался король со своим двором.
Намеченный брак с неаполитанской принцессой из-за её отказа не состоялся. Королевские дома отрицательно относились к возможности породниться с бывшим духовным лицом с дурной репутацией. А поскольку Карлотта номинально не считалась подданной французского короля, то приказать ей Людовик XII не мог. К тому же король не хотел этого делать, поскольку сватовство Чезаре воспринималось как явная попытка самому завладеть Неаполитанским королевством, жалуемым папой феодом, — а на Неаполь французы претендовали сами. Поэтому Людовик предложил Чезаре взамен неаполитанской принцессы знатную француженку: сначала предлагалась его племянница, затем — сестра наваррского короля Шарлотта д’Альбре, придворная дама Анны Бретонской. Кроме того, король пожаловал Чезаре герцогство Валентинуа во Франции и предоставил в полное распоряжение 1800 всадников и 4000 пехотинцев, чтобы навести порядок в Папской области. От названия «Валентинуа» возникло итальянское прозвище Чезаре — Валентино. Чезаре обязался со своей стороны принять участие в завоевании Милана и Неаполя для Франции.

### Вторая итальянская война

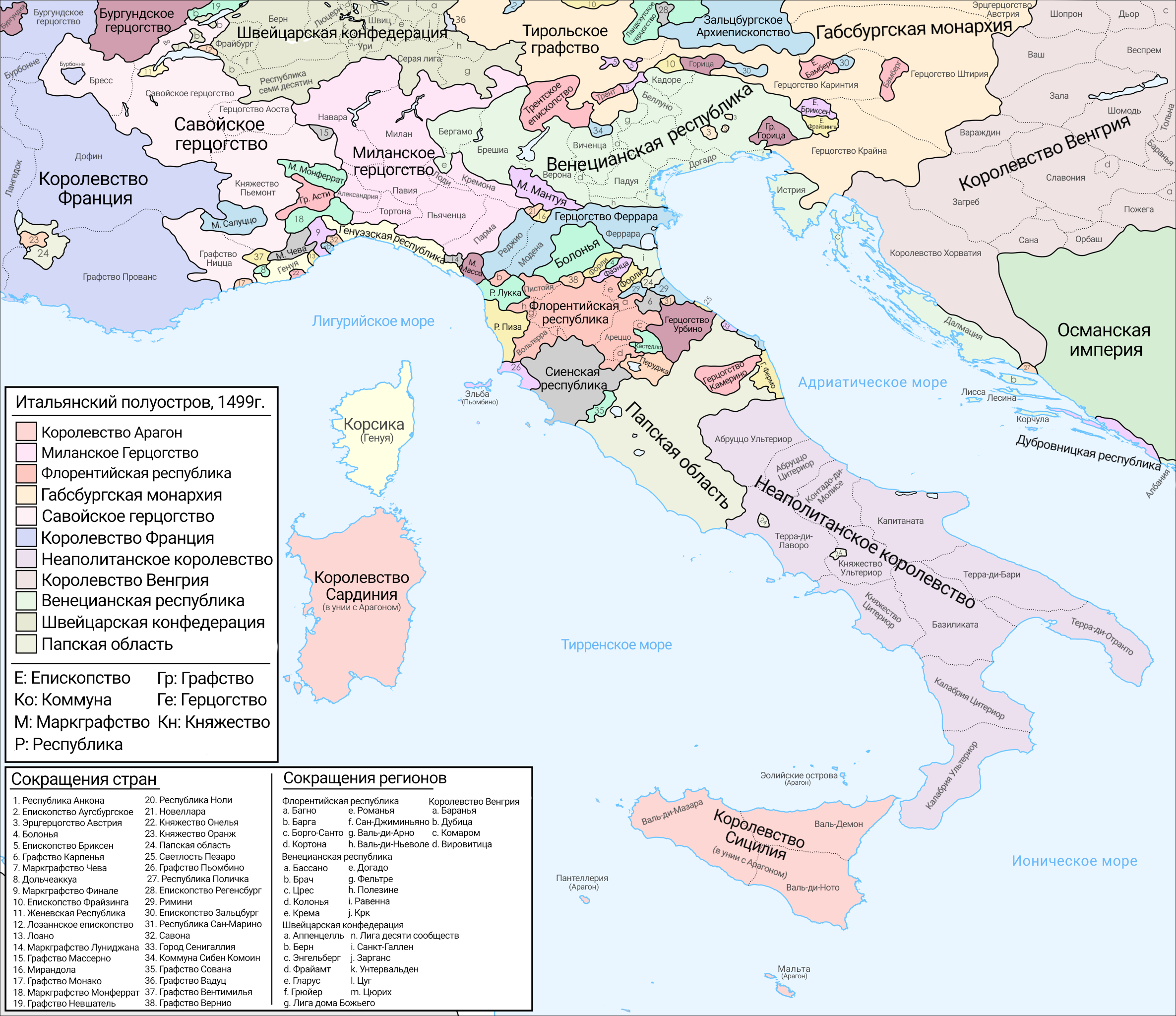
Политическая карта Италии 1499 г.

После первоначальных отказов невесты и её отца, уговоров и переговоров о приданном 12 мая 1499 года состоялась свадьба Чезаре Борджиа и Шарлоты д’Альбре. От этого брака родилась дочь — Луиза, которую отец, вскоре вернувшийся в Италию, никогда так и не увидел.
В 1499 году при поддержке Франции Чезаре начал создание единого церковного государства из разрозненных полунезависимых княжеств Папской области. Буллы, полные угроз, были направлены папой против владетелей Имолы, Форли, Пезаро, Римини, Фаэнцы, Урбино и Камерино (некоторые из которых сами достигли власти благодаря родству с предыдущими папами): они были лишены своих земель из-за невыплаты ежегодной дани папе. На деньги, занятые у миланцев, Чезаре собрал армию наёмников, к которой присоединились и солдаты французского короля, всего же в его распоряжении оказалось позже около 16 000 человек — довольно большая армия по стандартам Италии того времени.

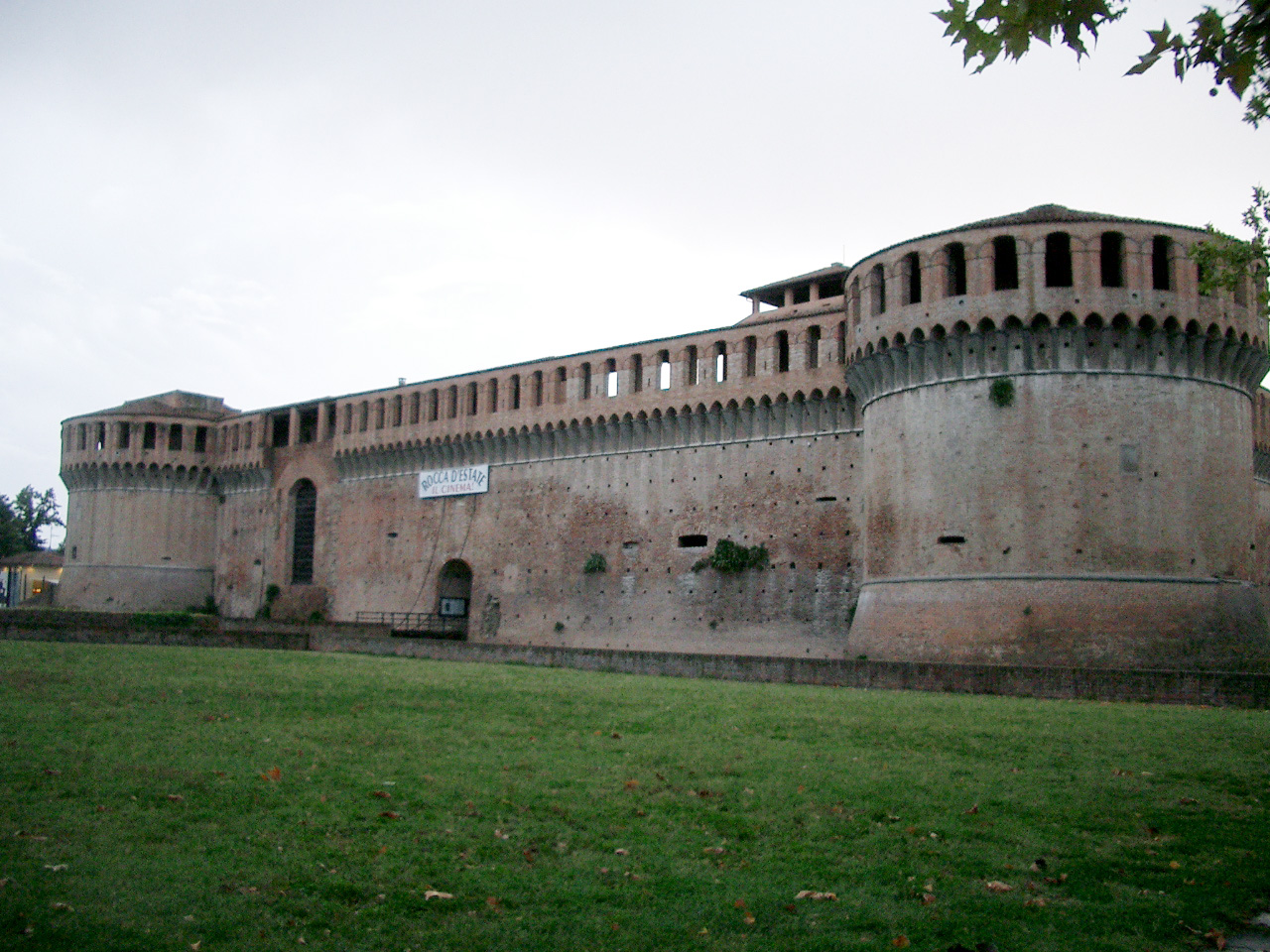
Цитадель Имолы, взятая армией Чезаре Борджиа

Первой целью военной кампании Чезаре стали города Имола и Форли — владения семьи Риарио, которыми от имени своего сына Оттавиано Риарио правила Катерина Сфорца (вдова Джироламо Риарио, племянника, а по слухам — сына папы Сикста IV). Они были захвачены при поддержке французов в январе 1500 года. В армии Чезаре внезапно скончался от лихорадки назначенный папой наместником завоёванных городов кардинал Хуан де Льянсоль, двоюродный племянник Чезаре, получивший после него архиепископство Валенсии. Ходил слух, что кардинала отравили из-за секрета, который якобы знали отец и сын Борджиа. Однако это маловероятно, так как испанскому родственнику отводилось важное место в политических планах папы.
Летом того же года Альфонсо, герцог Бишелье, неаполитанский шурин Чезаре, был убит в Риме, скорее всего, по его приказу, так как союз с ослабевшим неаполитанским королевским домом был ему уже не нужен, а его план прийти к власти в Неаполе стал неактуален. 15 июля 1500 года мужу Лукреции нанесли несколько ножевых ранений в Риме у базилики св. Петра. Он не скончался от ранений, но 18 августа был задушен в своей постели. Венецианский и флорентийский послы писали своим правительствам, что убийцей был Микеле де Корелла, доверенное лицо Чезаре, которому шурин до этого якобы угрожал. Однако обстоятельства и причины этого убийства (так же, как и других) вызывают вопросы. Неумелая поножовщина у ступеней церкви не похожа на хорошо спланированное убийство, а у убитого были и другие враги среди римских баронов.

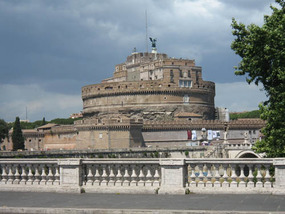
Замок Святого Ангела в Риме (современный вид). В подземелье замка находилась папская тюрьма

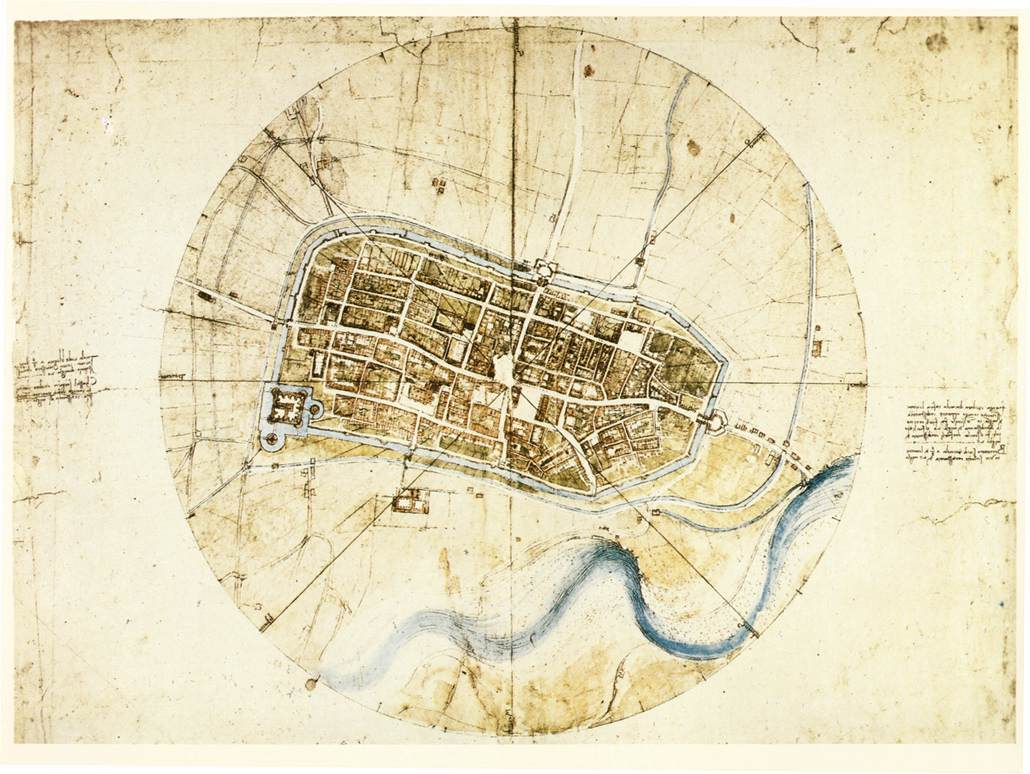
План Имолы, нарисованный Леонардо да Винчи для папской армии

29 марта 1500 года в Риме папа назначает сына (как несколько лет назад его убитого брата) главнокомандующим папскими войсками. Был разработан план новой кампании, на церковные деньги наняты солдаты и офицеры (многие из которых были испанцами), на людей французского короля оба Борджиа полагались всё меньше. Армия Чезаре без боя взяла Пезаро, вотчину бывшего зятя папы Джованни Сфорца, который, осознав тщетность сопротивления, бежал в Венецию. Город Римини, где правила ранее могущественная семья Малатеста, сдался посланцу папы также без боя. Однако городу Фаэнца удалось отбить первое нападение папской армии, и папская армия осталась проводить зиму 1500—1501 годов в Романье. Чезаре под страхом смертной казни запретил грабить города и притеснять местное население, поскольку солдаты на службе у Папы получали хорошее жалование из церковных денег. В Имоле Чезаре основал религиозную благотворительную организацию для помощи бедным и больным.
Весной война возобновилась, и Фаэнца сдалась. 17-летний правитель города Асторре Манфреди оказался в лагере папской армии, в июле 1501 года его с братом заточили в тюрьму замка Святого Ангела, а в 1502 году в Тибре нашли их трупы. Юность и популярность в народе жертв вызвала всеобщее сочувствие, а их ужасная судьба — общее негодование против Борджиа. В папской тюрьме также погиб Джакомо Гаэтани, хозяин отобранных Борджиа замков на подступах к Риму.

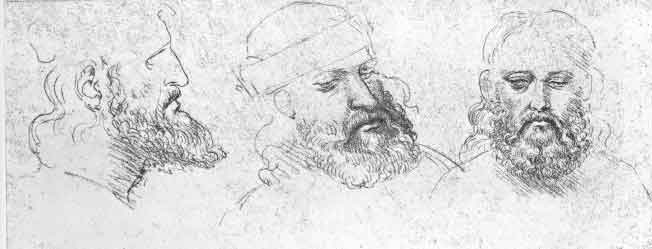
Набросок работы Леонардо да Винчи (ещё один гипотетический портрет Чезаре Борджиа)

В тот момент Леонардо да Винчи стал военным инженером папской армии и проектировал строительство укреплений на острове Эльба и канала от папского города Чезены к морю.
5 июня 1502 года объявили об отлучении от Церкви Джулио Чезаре да Варано, правителя города Камерино, очередного непокорного сеньора Папской области. Папская армия вышла якобы поддержать воюющих с Флорентийской республикой кондотьеров через герцогство Урбино (с которым находилась в союзе) и, получив тактическое преимущество над самим Урбино, вероломно захватила город без выстрела, а герцог Гвидобальдо да Монтефельтро едва спасся бегством. Чезаре присвоил себе его большую коллекцию произведений античного и современного искусства. Противники Варано из числа жителей Камерино сами открыли ворота папской армии. Правитель Камерино и его старшие сыновья попали в тюрьму и там были убиты.
После этого французский король обещал Чезаре поддержку против Болоньи, города, ранее пользовавшегося его покровительством и де-факто давно не входившего в Папскую область. Вероломный захват Урбино и претензии на Болонью стали поворотным пунктом в политической ситуации, перепугав многих правителей в Италии, в том числе и кондотьеров, служивших в папской армии.

### Заговор Маджоне

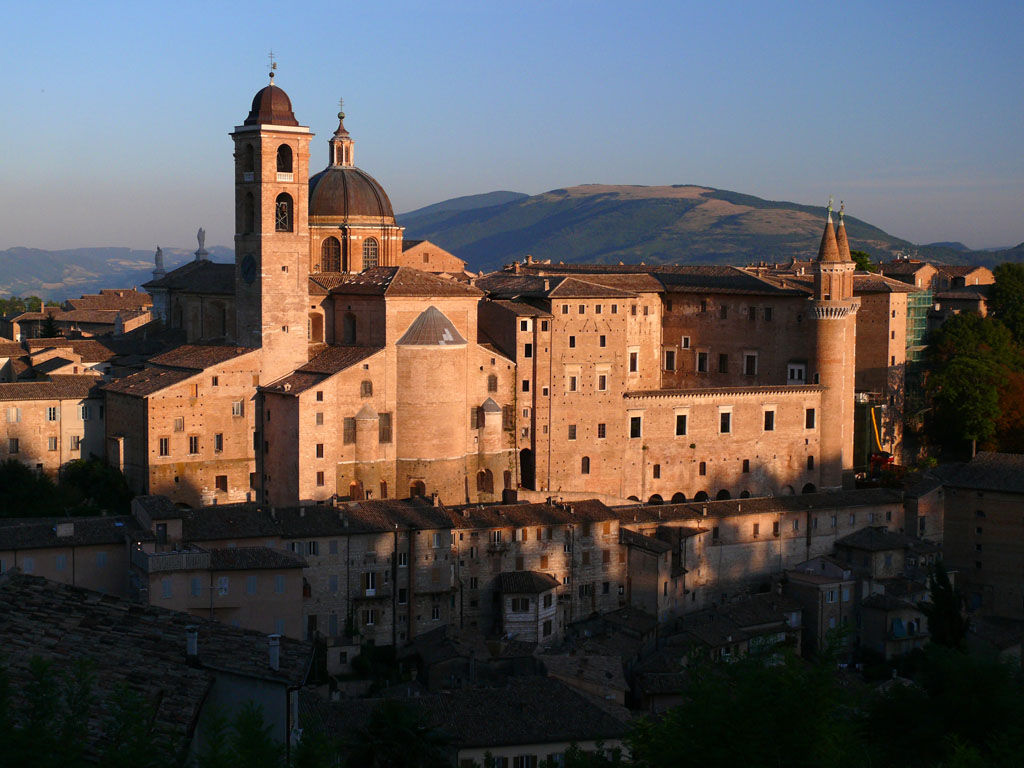
Дворец и собор в Урбино

Заговор недовольных завоеваниями Борджиа зародился в Маджоне, и возглавил его сеньор Болоньи Джованни Бентивольо. К нему присоединились Джулио, Джан Джордано и Паоло Орсини, Франческо Орсини де Гравина, Вителлоццо Вителли, Оливеротто да Фермо, Гвидобальдо да Монтефельтро, Пандолфо Петруччи из Сиены и Джан Паоло Бальони из Перуджи, а также некоторые другие. На встрече договорились найти сильных покровителей, которые могли бы защитить их, а также разработать план убийства Чезаре. Однако ни Венеция, ни Флоренция, ни Франция не были готовы помочь им.
Герцог узнал о переговорах, которые ведутся за его спиной. Он предложил мятежным кондотьерам выгодные условия перемирия, обещая никого не наказывать и не мстить, заключил сепаратный мир с Орсини, Бентивольо, Петруччи и Вителли. Часть заговорщиков поверила Чезаре — кондотьеры вновь присоединились к его армии, герцог настоял на возвращении ему Урбино (где тем временем произошло восстание против папской власти) и Камерино, но не тронул покушавшихся на его жизнь сеньоров. Однако, статус-кво сохранялся лишь до взятия Сенигальи, для чего были необходимы все войска, которые только возможно было собрать. Во время праздника, посвящённого взятию этого города, 31 декабря 1502 года Чезаре окружил своими надёжными людьми мятежников, приказал убить на месте Вителли и Оливеротто да Фермо и арестовал Паоло и Франческо Орсини (после ареста в Риме папой их родственника кардинала Джанбаттисты Орсини были убиты и они), ещё более упрочив свою репутацию человека решительного и жестокого. Есть версия, что именно эти Орсини или их родня стояли за убийством брата Чезаре, Джованни, герцога Гандийского.
К лету 1503 году Чезаре захватил большую часть Папской области, установив над ней полный контроль. Целью его действий было создание собственного стабильного монархического государства, которое освободило бы его от шаткого положения назначенного папой должностного лица. Однако соседние более могущественные державы вряд ли смирились бы с установлением власти нового государя, честолюбиво жаждущего новых завоеваний.

Весной 1503 года, видя, что положение французов в Италии не блестяще, оба Борджиа вели тайные переговоры с их врагами испанцами. Секретарь папы Франческо Троке сбежал из Рима, желая открыть глаза королю Франции на предательство его вассала. Сев на корабль, плывущий на Корсику, он был арестован, препровождён в Рим и после допроса Чезаре убит.

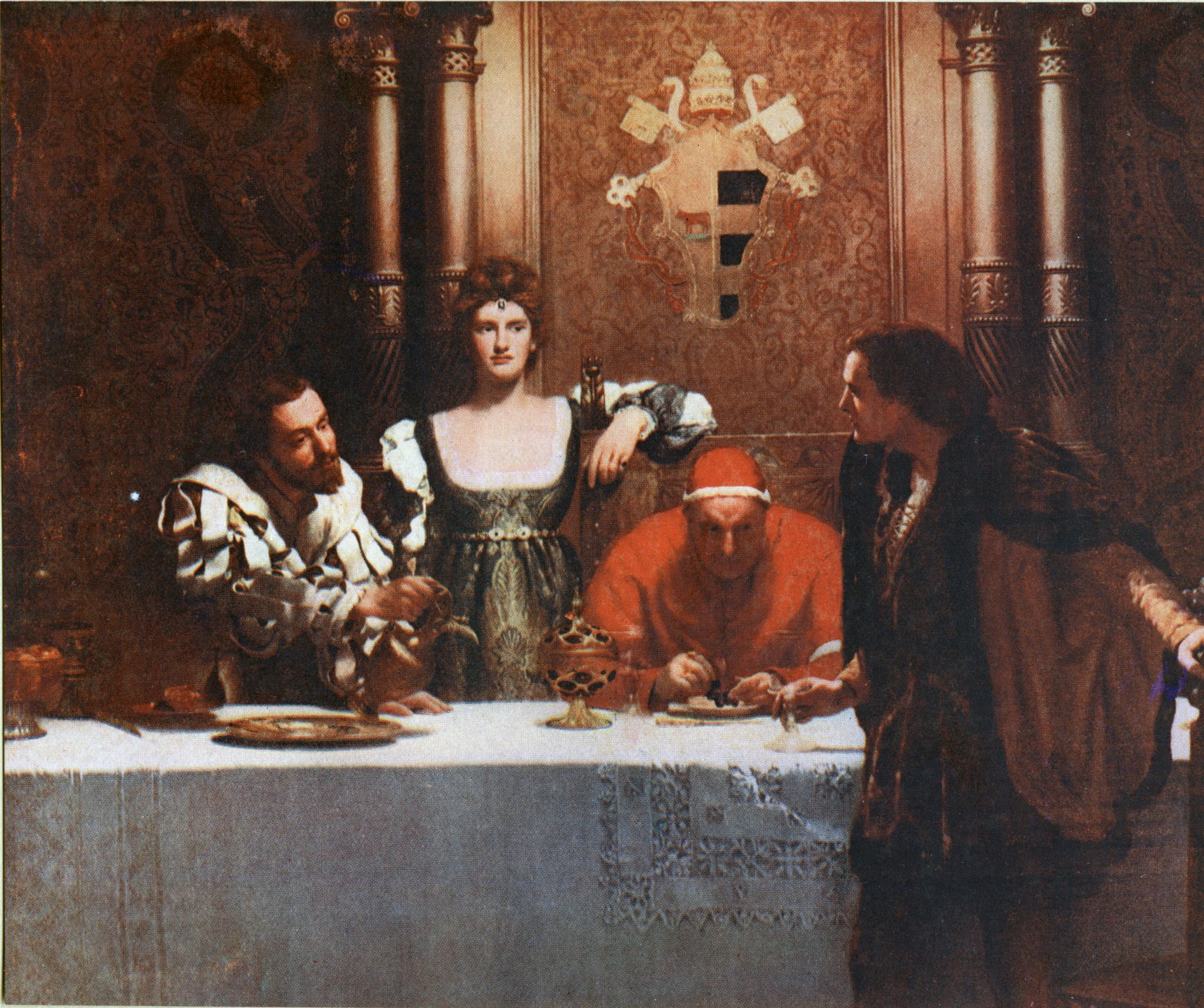
Дж. Кольер. «Бокал вина от Чезаре Борджиа» (1893).

Однако завоевания семьи Борджиа остановились. Отец и сын тяжело заболели лихорадкой со рвотой после ужина 6 августа 1503 года у кардинала Адриано Кастеллези да Корнето. Позже папа Лев X официально обвинил в умышленном отравлении обоих Борджиа хозяина, кардинала да Корнето; при этом распространились слухи, что Александр VI вместе с Чезаре случайно съели отравленные яблоки, приготовленные папой для сына, или же решили убить богатых кардиналов с помощью отравленного вина, а прислуга то ли была подкуплена и отравила важных гостей намеренно, то ли перепутала бутылки: 
Герцог Валантинуа, решив отравить Адриана, кардинала Корнето, у которого в Ватикане собирались отужинать он сам и его отец, папа Александр VI, отправил заранее в его покои бутылку отравленного вина, наказав кравчему хорошенько беречь её. Папа, прибыв туда раньше сына, попросил пить, и кравчий, думая, что вино было поручено его особому попечению только из-за своего отменного качества, предложил его папе. В этот момент появляется, к началу пира, и герцог; полагая, что к его бутылке не прикасались, он пьёт то же самое вино. И вот, отца постигла внезапная смерть, а сын, долгое время тяжело проболев, выжил, чтобы претерпеть ещё худшую участь. 
Некоторые современники утверждали, что нуждаясь в деньгах, оба Борджиа травили ядом богатых кардиналов, чьё имущество после их смерти по традиции возвращалось в папскую казну. Возможно, они, как бывало в ту эпоху, действительно использовали порошок из шпанской мушки (кантареллу) или мышьяк, но доказательств этого нет. Так, 10 апреля 1503 года умер, промучившись рвотой два дня, венецианский кардинал Джованни Микьель, после которого папе досталось большое состояние; через год при папе Юлии II слуга кардинала Асквинио ди Колоредо, приговорённый к смерти, признался в тюрьме, что отравил своего хозяина по приказу Борджиа. Стоит осторожно относиться к таким признаниям, которые были получены пытками или лживыми обещаниями свободы, а разговоры о применении яда появлялись часто в случаях внезапных смертей важных персон.
Что же касается болезни обоих Борджиа, то большинство современных историков предполагают, что болезнь, вероятно, была обострением обычной итальянской малярии, сопровождаемой какой-то кишечной инфекцией. Обыкновенно в августе, в период жары и эпидемий, знать уезжала из Рима в менее болотистые и жаркие места, но в тот год наличие рядом с городом двух больших иностранных армий (французской и испанской) вынудило Александра VI остаться. Армия Чезаре стояла лагерем между Римом и Перуджей, и папа и его сын с тревогой наблюдали за политической ситуацией. Ходили слухи, что он собирается уйти из Романьи; таким образом он избежал бы обязательства присоединиться к французам, когда те пойдут на Неаполь.
18 августа 1503 года Александр VI скончался.

### Жизнь после смерти отца
Чезаре находился при смерти. Он вместе со своими верными людьми закрылся в римском замке Святого Ангела. При этом его люди по его приказу успели захватить из папских апартаментов драгоценности, золото и монеты, прежде чем римская толпа разграбила их. Во время болезни Чезаре враги сразу активизировались: стараясь вернуть Урбино, Сенигалью и Камерино. Даже ненавидевшие друг друга Колонна и Орсини объединились. Болезнь длилась несколько месяцев, но даже в таком состоянии Чезаре сумел повлиять на выборы нового папы, которым стал компромиссный для разных политических групп пожилой больной Пий III. Он был более чем лоялен к семье Борджиа. Новый понтифик умер через двадцать семь дней.
Отступление французов изменило расклад сил в Риме, а кардинал Джулиано делла Ровере, который был завзятым врагом Чезаре и Родриго Борджиа, давно порвавший с французами, сумел убедить и итальянских кардиналов, и испанцев, что его избрание не будет победой Франции. 1 ноября 1503 года он был провозглашён папой Юлием II.

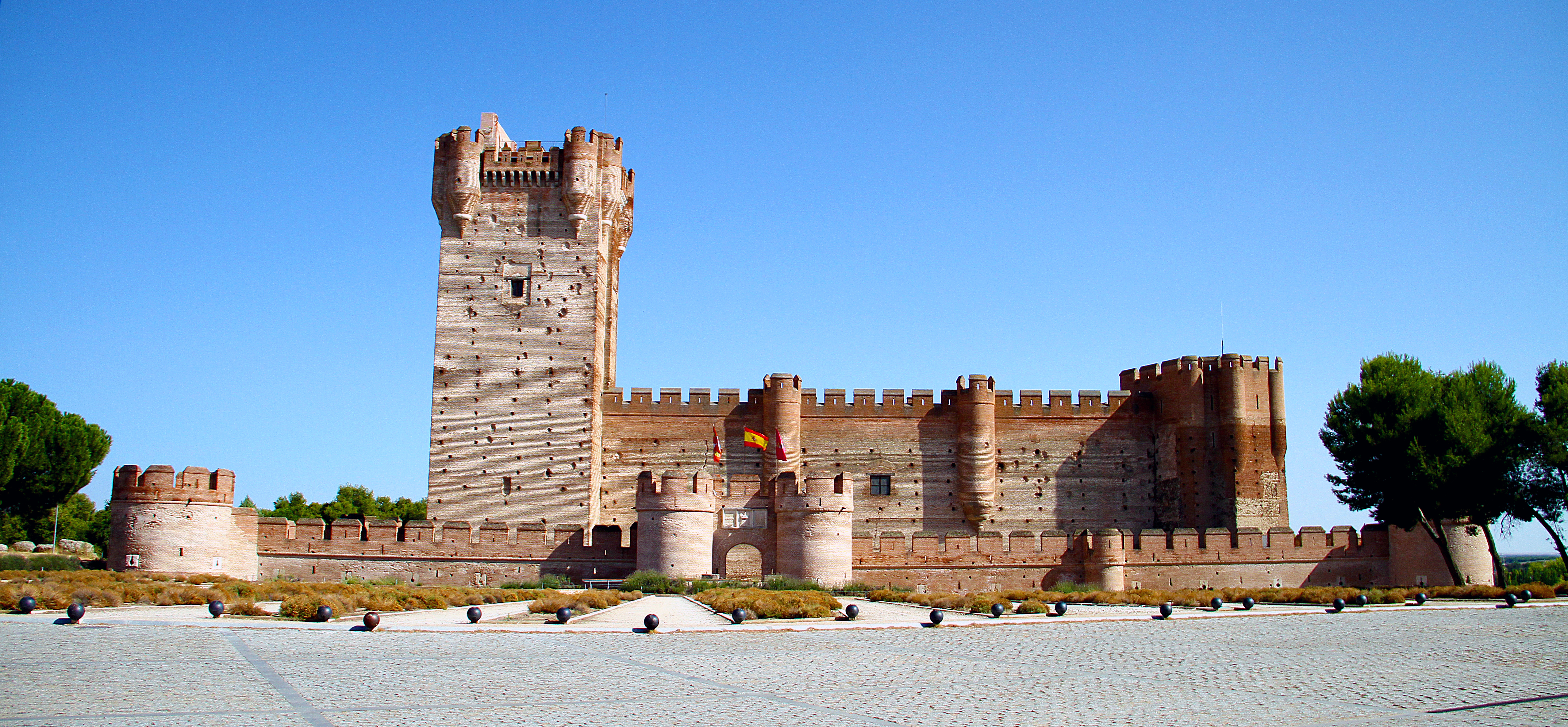
Ла-Мота, в котором находился в заключении Чезаре Борджиа

Юлий II, публично обещавший оставить Чезаре на посту гонфалоньера и вначале боявшийся, что без его армии всю Романью захватят с севера усиливавшиеся венецианцы, позднее отрёкся от своих слов, когда понял, что после смерти Александра Франция не будет оказывать Чезаре такой поддержки, как раньше. Его целью был его личный контроль над Папской областью, независимый ни от Чезаре, ни от Венеции, ни от кого-либо другого. Более того, он распорядился арестовать Чезаре и отправить в Остию, чтобы герцог сдал ему занятые его солдатами замки. Все его замки, кроме Форли, сдались к апрелю 1504 года, и в обмен за это Чезаре был отпущен в Неаполь, находившийся уже под испанским контролем. Но испанцы не хотели ссоры с новым папой, и в августе 1504 года, когда сдался и Форли, испанский командующий Фернандес де Кордова взял Чезаре под стражу и отправил в Валенсию, где Чезаре был заключён в крепость Чинчилья, — по иронии судьбы, таково было первое посещение бывшим архиепископом своей епархии. Официальное обвинение против него в убийстве брата выдвинула его вдова, герцогиня Гандийская. После попытки столкнуть со стены коменданта он был переведён в Кастилию, в город Медина-дель-Кампо в замок Ла-Мота, где в тот год в одиночестве жила будущая законная королева Кастилии Хуана Безумная. Но кастильская знать, враждебная арагонскому королю Фердинанду, помогла ему сбежать 25 октября 1506 года.
У него не было уже ни земель, ни денег, ни солдат, но выход был: Чезаре добрался в декабре до Наварры, где правил король Жан, брат его жены Шарлотты. Тем временем секретарь Чезаре, посланный с письмами к его друзьям в Италию, был арестован по указу папы Юлия II в Болонье. Французский король лишил его всех пожалованных ему земель за измену долгу вассала и отсутствие помощи в войне с Испанией.
Жан тепло встретил Чезаре и поставил командовать над своими войсками. Чезаре было поручено отвоевать Виану у сторонников мятежного графа Лерина. 12 марта 1507 года, преследуя сторонников графа по пути из Вианы в Мендавию, он попал в засаду и был убит.Смерть его, как и жизнь, обросла противоречивыми легендами (говорили о его самоубийстве, об умственном расстройстве по причине обострения его сифилиса, об убийцах, подосланных королём Фердинандом или папой Юлием), и все обстоятельства её до сих пор неизвестны.

## Личная жизнь и дети

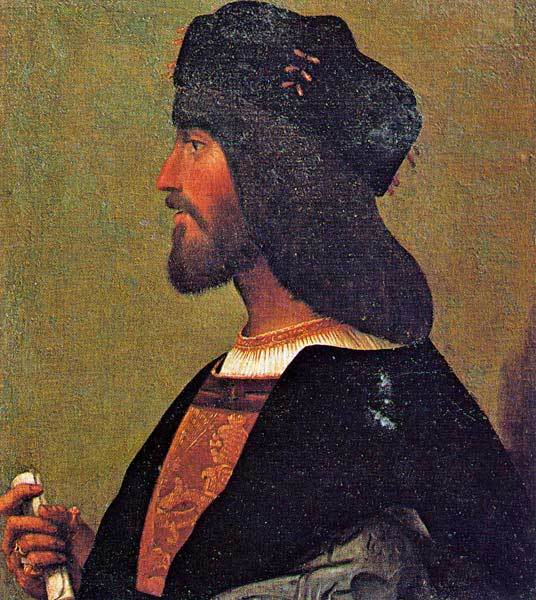
Профильный портрет мужчины из коллекции дворца Венеции в Риме (предполагаемая копия портрета Чезаре Борджиа работы Бартоломео Венето)

Чезаре Борджиа оказался одной из самых неоднозначных личностей в итальянской истории. Он получил репутацию человека наглого, кровожадного и беспринципно честолюбивого, но наделённого некоторыми военными и административными способностями, умел приобретать друзей и пользовался преданностью своих солдат.
Многие современники обвиняли его в многочисленных убийствах по политическим и личным мотивам, похищениях знатных дам и изнасилованиях, даже в кровосмесительной связи с родной сестрой Лукрецией. Однако многие рассказы о совершённых им преступлениях довольно противоречивы и не слишком достоверны, и историки толком не знают, как отделить правду от мифов и вымыслов о нём.
Дети Чезаре Борджиа: одна дочь рождённая в законном браке Луиза Борджиа и ещё одиннадцать внебрачных детей.

### Внешние данные
Современники описывали его как физически крепкого и привлекательного молодого человека со светлыми или рыжевато-каштановыми волосами, но прижизненные подписанные портреты его до нас не дошли. Предполагают, что именно он изображён на портрете неизвестного светловолосого мужчины работы Альтобелло Мелоне из галереи Академии Каррары в Бергамо или на профильном портрете неизвестного темноволосого мужчины из коллекции дворца Венеции в Риме. Вероятно, также на фреске работы Пинтуриккьо, где изображён диспут святой Екатерины с императором, из апартаментов Борджиа в Ватикане, его черты имеет сидящий на троне император.

### Личная жизнь
По поводу личной жизни Чезаре Борджиа распространялось множество самых разных домыслов. Брантом, позднее издевательски описывая его пребывание во Франции, писал о его бисексуальности, ходили слухи о его романе со сбежавшим в Ватикан от брата турецким принцем Джемалем. Его обвиняли современники, что он, например, поддерживал инцестуальные отношения со своей сестрой Лукрецией. Отношения между братом и сестрой были очень тёплыми всегда, даже после того, как, вероятно, по его приказу был убит её второй муж. Сохранившееся его письмо к больной сестре и вправду очень нежное, но в нём речь не об инцесте:

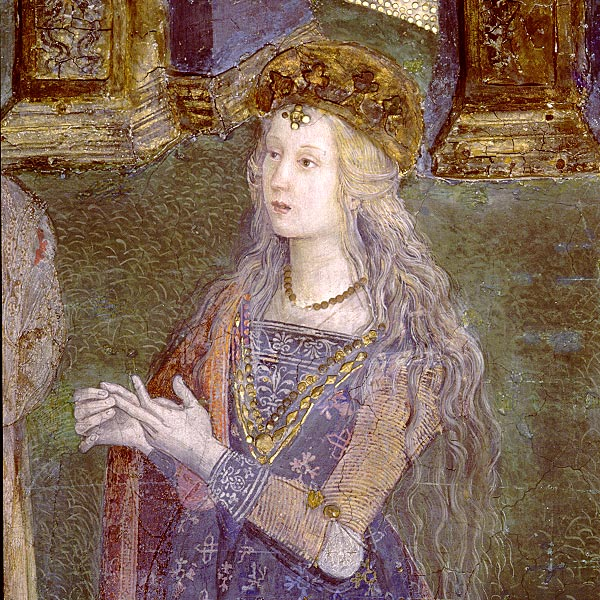
Фрагмент фрески из апартаментов Борджиа с предполагаемым портретом Лукреции Борджиа

«Светлейшая и прекраснейшая из дам, наша дражайшая сестра. Мы уверены, что нет более действенного и спасительного лекарства для вашей болезни, чем добрые и счастливые новости. Поэтому мы сообщаем вам, что только что узнали о взятии Камерино. Мы просим вас оказать честь этому письму и побыстрее восстановить ваше здоровье, и надеемся, что вы нам об этом сообщите, потому что нас мучит сознание того, что вы больны, и ничто, даже это счастливое событие, не может нам доставить никакого удовольствия».
Будучи ещё кардиналом, он начал любовную связь с Санчией, женой своего брата Джофредо, которому было тогда 15 лет. Когда он стал мирянином, было решено, что для укрепления могущества семейства Борджиа ему необходимо политически выгодно жениться. Избранницей его стала воспитанная при французском дворе принцесса Карлотта Арагонская, законная дочь короля Неаполя Федериго. Однако напрасно Александр VI уговаривал на такой брак принцессу и её отца, Карлотта отвечала, что не собирается называться «мадам кардинальша». Людовик XII пообещал убедить Карлотту и её отца, короля Федериго, принять предложение Борджиа. За это Людовику XII было обещано аннулировать специальным декретом папы римского его собственный брак с тем, чтобы он мог официально жениться на вдове Карла VIII Анне Бретонской. 

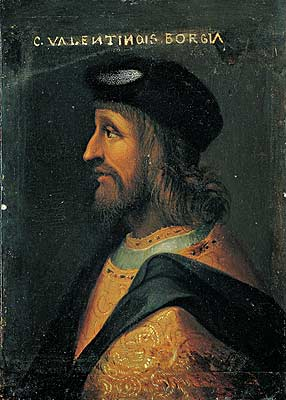
Предполагаемый портрет Чезаре Борджиа из коллекции палаццо Русполи, Рим

Карлотта, однако, категорически отказалась выйти за Чезаре (позднее став женой бретонского вельможи Ги де Лаваля). Людовик XII нашёл Карлотте замену и предложил ему в качестве невесты «скорее милую, чем красивую» Шарлотту д`Альбре, дочь Алена д’Альбрэ, герцога Гийенского. Свадьба состоялась 12 мая 1499 года, после этого Чезаре отправил Александру VI хвастливое письмо, чтобы будто бы в брачную ночь «совершил восемь путешествий». Уже через четыре месяца он отправился воевать в Италию и больше никогда не видел жену.
Он так ни разу не увидел и свою дочь, которую Шарлотта родила через несколько месяцев, её назвали Луиза, и она оказалась единственным законным ребёнком Чезаре. Луиза впоследствии была выдана замуж за французского маршала Луи де Ла Тремуйля. От её второго брака с графом де Бюссе по прямой мужской линии происходят существующие и поныне французские графы Бурбон-Бюссе и Кайлюс. Точно так же, как и её мать, Луиза имела репутацию дамы некрасивой, но добродетельной.
Шарлотта первоначально пыталась отказаться от навязываемого ей Людовиком XII брака, отклоняла приглашения отца мужа Александра VI приехать в Рим, но позднее ходатайствовала перед французским королём за мужа, а, узнав о смерти Чезаре, объявила траур и продолжала носить чёрное ещё семь лет до последнего дня своей жизни, так и не выйдя замуж повторно.
В 1500 году его войска захватили крепость Форли на севере Италии. Обороной крепости руководила бесстрашная 37-летняя Катерина Сфорца (мать известного впоследствии Джованни делле Банде Нере). Ходили слухи, что Борджиа якобы изнасиловал её и унизил ещё сильнее, когда объявил её офицерам, взятым его армией в плен, что Катерина защищала крепость гораздо дольше и мужественнее, чем свою честь. Впрочем, такая женщина как Катерина, могла и сама попытаться предложить себя Чезаре в надежде завоевать его поддержку. Она была позже выпущена из папской тюрьмы и умерла в 1509 году.
В этом же году Чезаре начал связь с прекрасной и богатой куртизанкой из Флоренции Фиаметтой Микаелис. Она была образованной, знала латынь и греческую поэзию, играла на лире и хорошо пела.
Информированный современник свидетельствовал, что 30 октября 1501 года он (с сестрой Лукрецией) устроил в Риме приём, так называемый Каштановый банкет, на котором танцевало 50 обнажённых проституток; на этом же приёме были выданы призы тем гостям, которые смогли превзойти всех остальных по количеству проституток, с которыми они здесь же в зале имели сексуальные сношения. Однако документально известно, что в эти дни Лукреция проводила немало времени в обществе посланцев и родственников своего жениха Альфонсо Эсте, которые никогда не наблюдали за ней ничего компрометирующего или неприличного; таким образом, рассказ об оргиях с проститутками тоже может быть не полностью достоверен. Впрочем, римские проститутки действительно бывали обычными гостями разного рода мужских дружеских вечеров и попоек.
Ни одна из связей папского сына не вызывала такого скандала, который произошёл, когда на его земле 14 февраля 1501 года была похищена Доротея, жена Джанбаттисты Караччоло, военного из Венеции. Шум, поднятый по поводу её исчезновения Венецией и Францией, вынудил Чезаре заявить, что он не имеет к этому делу никакого отношения; он обвинил в организации этого похищения одного из своих бывших офицеров, испанца Диего Рамиреса, любовника этой дамы. Однако в 1502 году её видели разъезжающей в компании Чезаре, она жила в Форли под охраной его человека, некоего Занетто из Мантуи. В январе 1504 года по приказу нового папы Юлия II её отослали обратно к мужу.
Борджиа имел двоих признанных внебрачных детей, которые родились в начале XVI века и были взяты на воспитание его сестрой Лукрецией в Феррару. Его сын по имени Джироламо вёл жизнь бедного дворянина и, вероятно, был виновен в убийстве, а дочь Камилла в 1516 году стала монахиней с именем Лукреция в Ферраре и вела тихую добродетельную жизнь до смерти в 1573 году. Их мать или матери точно неизвестны, но это, вероятно, была какая-то из служанок Лукреции.
В 1497 году Чезаре, возможно, заразился сифилисом: есть свидетельства, что из-за болезни на лице его иногда выступали характерные гнойники и по этой причине в последние годы жизни он часто носил специальную маску.

## Место захоронения

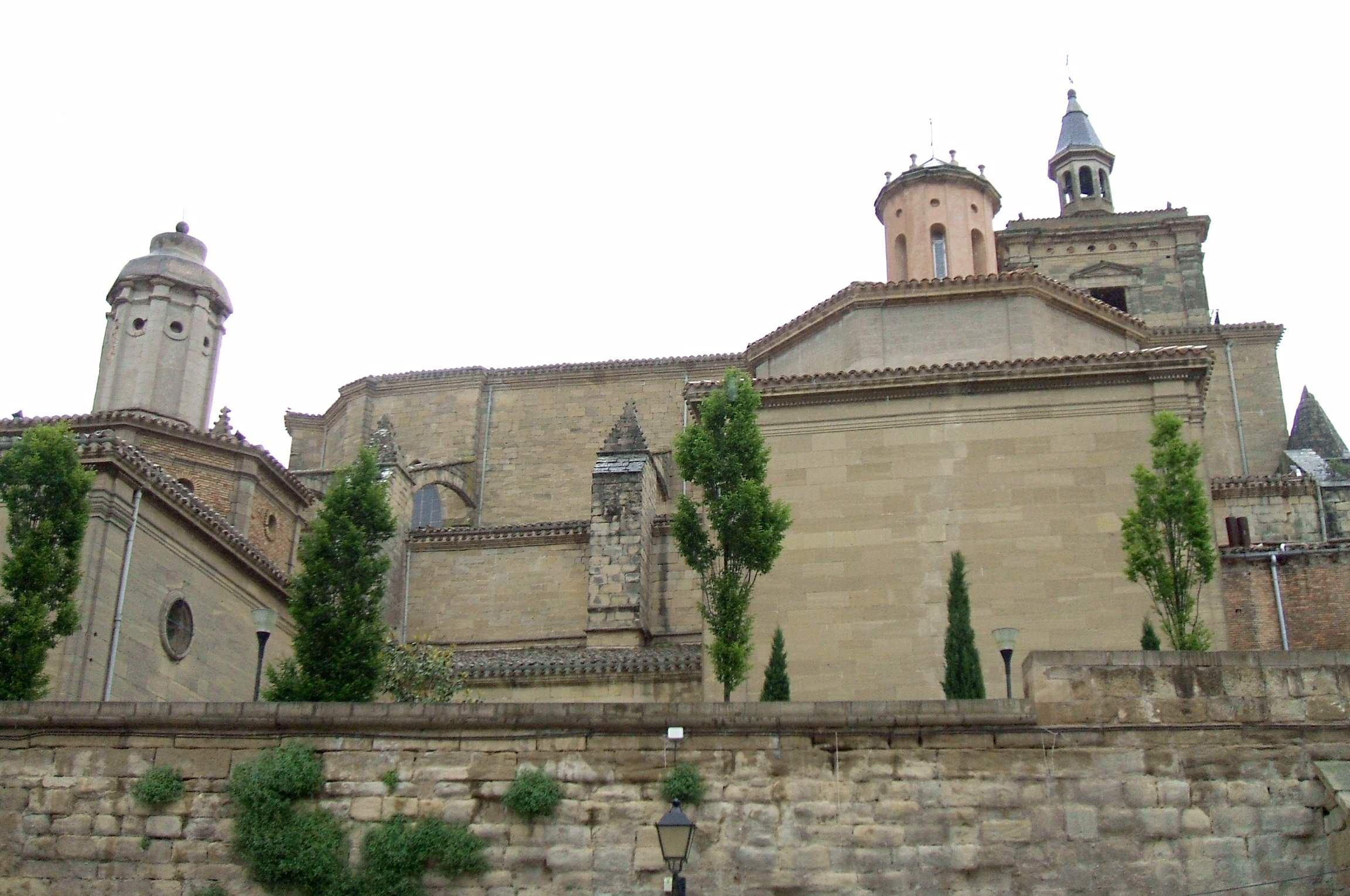
Церковь Пресвятой Девы (Виана) в Виане, образец готической архитектуры

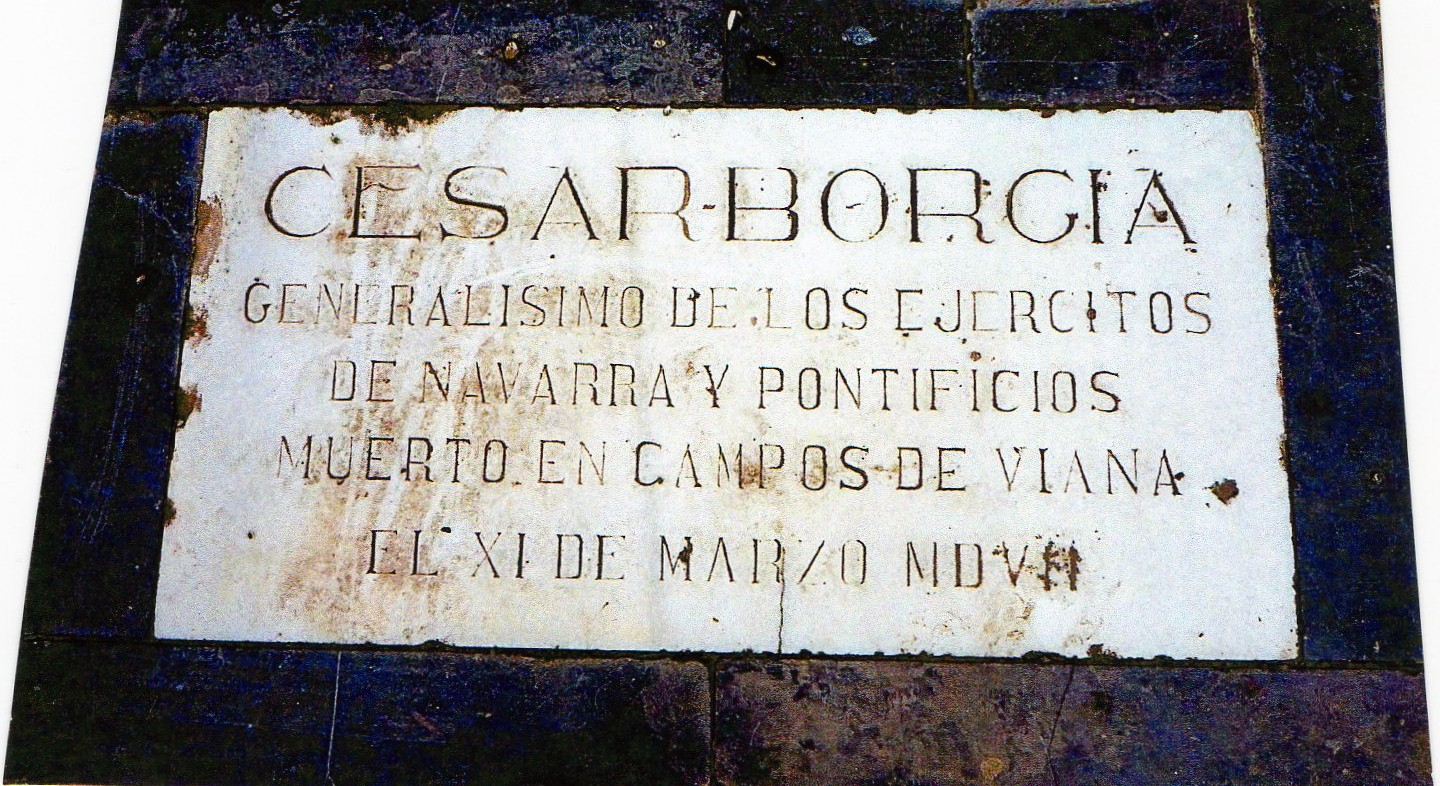
Табличка от могилы Чезаре Борджиа

Чезаре Борджиа похоронили под алтарём церкви Пресвятой Девы Марии в Виане. На мраморном могильном камне были высечены стихи, начинающиеся словами: «Здесь покоится тот, кого боялись все, ибо держал он в руках своих мир и войну». Но между 1523 и 1608 годами его тело было извлечено из могилы. Есть предание, что епископ Калаорры, посетив город, выразил негодование по поводу того, что такой грешник, как Борджиа, похоронен в церковном склепе. Могила была уничтожена, а Борджиа перезахоронен в другом месте.
В 1945 году его предполагаемая могила была случайно вскрыта, некоторые горожане попросили местного епископа вернуть останки в церковь. Епископ отказался, и предполагаемые останки были перезахоронены недалеко от той же церкви, там установлена мемориальная табличка с надписью «Чезаре Борджиа, командующему армиями Наварры и понтифика, погибшему под Вианой 11 марта 1507 года» . Только в 2007 году архиепископ Памплоны Фернандо Себастьян Агилар разрешил в конце концов снова перезахоронить его в церкви, однако ставшая туристической достопримечательностью могила до сих пор находится во дворе церкви.

## Борджиа и Макиавелли

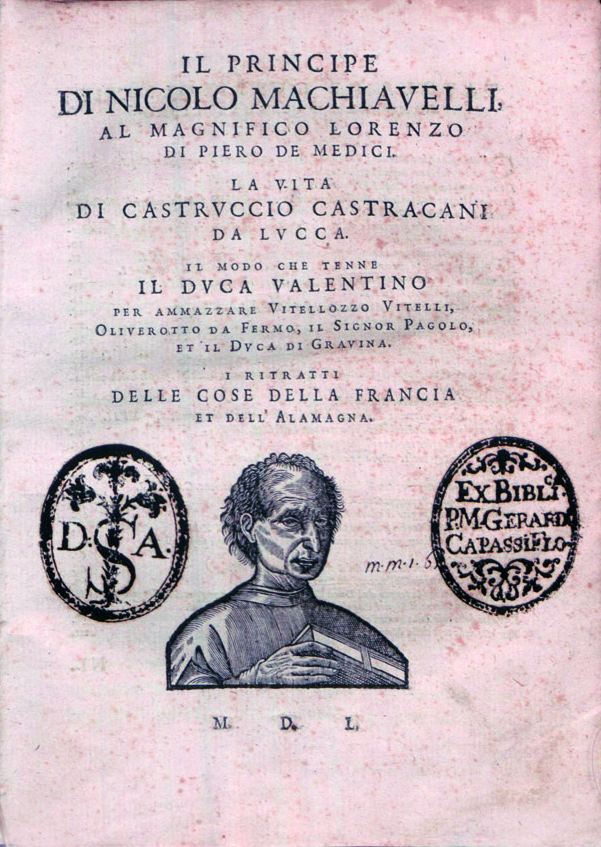
Сочинения Никколо Макиавелли, издание 1550 года

Посмертная известность Чезаре Борджиа в немалой степени связана с именем флорентийского дипломата Макиавелли, которого посылало для переговоров в Рим и в папскую армию правительство Флорентийской республики. Флоренция опасалась завоевателя, хотя и пользовалась защитой французского короля. Макиавелли был впечатлён расправой Борджиа с заговорщиками в Сенигалье и позже, спустя годы, принял его за образец своего «Государя»; его восхищало в Чезаре умение управлять самыми беззастенчивыми методами, соединяя в себе «силу льва и хитрость лисы».
При этом, как многие публицисты и мемуаристы, Макиавелли мифологизировал образ персонажа (не сумевшего, в сущности, достигнуть своих честолюбивых целей), преувеличивал его таланты и искажал факты в угоду своей концепции. Так, в «Государе» он приписывал Борджиа организацию в Папской области народного ополчения, тогда как на самом деле в папской армии воевали обыкновенные наёмники. В действительности же воссоздание народного ополчения во Флорентийской республике было мечтой самого Макиавелли.

## Образ в искусстве

### В художественной литературе
Персонажу посвящено огромное количество романов и повестей, где он изображён в различном диапазоне от благородного героя до злодея. Вот некоторые из них:
- 1513 — «Государь» Николло Макиавелли.
- ок. 1840 — «Семейство Борджиа» Александра Дюма.
- 1901 — историософский роман «Воскресшие боги» Дмитрия Мережковского.
- «Жизнь Чезаре Борджа» (1912), «Знамя Быка» (1915) и «Суд герцога» (1912) Рафаэля Сабатини.
- 1946 — «Тогда и теперь» Уильяма Соммерсета Моэма.
- 1947 — «Коварный лис Борджиа» Сэмюэля Шеллабергера[англ.].
- 1948 — «Завещание Борджиа» Найджела Балчайна[англ.].
- 1952 — «Алый город» Хеллы Хаассе.
- 1958 — «Мадонна Семи Холмов» и «Ореол Лукреции» Элеанор Хибберт.
- 1979 — «Город Бога: повесть о семействе Борджиа» Сесилии Холланд[англ.].
- 2001 — «Семья» и «Первый дон» Марио Пьюзо.
- 2001-10 — манга «Кантарелла» Ю Хигури.
- 2005 — «Невеста Борджиа» Джин Калогридис.
- 2005 — «Невинная девушка с мешком золота» Михаил Успенский.
- 2006 — «Чезаре» Фуюми Сорё.
- 2014 — «Кровь и красота» Сары Дюнан.
- 2018 — роман «Хранитель секретов Борджиа» Хорхе Молиста.

### В исторической публицистике
- Б. Такман. Ода политической глупости. От Трои до Вьетнама
- Норвич Дж. История папства.
- Р. Сабатини. Жизнь Чезаре Борджиа.
- Тененбаум, Борис. Великие Борджиа. Гении зла. Litres, 2017.

### В компьютерных играх
- 2010 — является главным антагонистом игры Assassin’s Creed: Brotherhood, где представлен как член ордена Тамплиеров.

### В фильмах и сериалах
Многократно привлекал внимание кинематографистов.
- 1912 – немой фильм "Лукреция Борджиа (фильм, 1912 год) (Италия)
- 1922 — немой фильм «Лукреция Борджиа» (Германия). Является главным антагонистом. Роль исполняет Конрад Фейдт.
- 1935 — «Лукреция Борджиа» (Франция). Роль исполняет Габриэль Габрио.
- 1949 — «Коварный лис Борджиа[англ.]» (США). Роль исполняет Орсон Уэллс.
- 1963 — «Чёрный герцог[англ.]» (Италия). Роль исполняет Кэмерон Митчелл.
- 1966 — «Человек, который смеётся[англ.]» (Италия). Роль исполняет Эдмунд Пурдом.
- 1968 — Лукреция Борджиа, любовница дьявола[итал.] (Италия, Австрия). Роль исполняет Лу Кастель.
- 1971 — телефильм «Жизнь Леонардо да Винчи» (Испания, Италия). Роль исполняет Федерико Пьетрабруна.
- 1973 — «Аморальные истории» (Франция). Роль исполняет Лоренцо Бериници.
- 1981 — телефильм «Борджиа» (Великобритания). Роль исполняет Оливер Коттон.
- 2001 — «Яды, или всемирная история отравлений» (Россия). Роль исполняет Андрей Панин.
- 2006 — «Борджиа» (Испания). Роль исполняет Серхио Перис-Менчета.
- 2011—2013 — сериал «Борджиа» (Канада, Венгрия, Ирландия). Является одним из главных персонажей. Роль исполняет Франсуа Арно.
- 2011—2014 — сериал «Борджиа» (Франция, Германия, Чехия, Италия). Является одним из главных героев. Роль исполняет Марк Райдер.
- 2011—2014 — сериал «Изабелла» (Испания). Роль исполняет Начо Альдегуэр.
- 2021 — сериал «Леонардо» (Италия). Чезаре сыграл Макс Беннетт.

### В музыке
- Блатная песня «Случай в Ватикане» (инципит «Этот случай был в городе Риме…») представляет собой юмористическое изложение отдельных моментов биографии Чезаре Борджиа и Александра VI[79].
- Песня исполнительницы Канцлер Ги «Cesare Borja» из альбома «Невзятый замок» 2003 г.

## Награды
- Орден Святого Михаила (Франция)[80].

### Комментарии
1. ↑  В итальянском языке имя Че́заре произносится с ударением на первом слоге. Однако в русском языке встречаются два варианта — Че́заре и Чеза́ре. Вариант Чеза́ре рекомендуется в справочнике Р. С. Гиляревского и Б. А. Старостина «Иностранные имена и названия в русском тексте»[1]. Но при этом в более современном «Словаре собственных имен русского языка» Ф. Л. Агеенко это имя приводится с ударением на первом слоге[2].
2. ↑  Правильная транскрипция имени — Сизер или Сезар (в зависимости от языка), но в русском языке укрепилось транслитерированное прочтение Цезарь[1].
3. ↑  Сабатини пишет, что Чезаре отпраздновал 18-летие незадолго до вступления его отца на святой престол (11 августа 1492)[4].
4. ↑  Здесь и далее в большинстве случаев приводится возраст по Сабатини, который годом рождения Чезаре считает 1474.
5. ↑  Источники датируют и описывают происходившие события по разному. 
 Сабатини: Карл ввёл войска в январе 1495 года, не встречая сопротивления папской армии, после чего по главной площади города прошли несколько тысяч немецких наёмников — ландскнехтов[31]. 
 Пастор: 4 декабря Карл вошёл в город и оккупировал его, не встретив сопротивления папских войск[32]. 
 Клулас: Войска были введены в конце декабря, а в январе город был отдан им на разграбление. Чезаре был жестоко избит французами, которые безжалостно выбрасывали людей на улицу и грабили их дома. Солдаты также разграбили дом матери Чезаре. В конце концов Александр был вынужден даровать французам редкую и крайне почётную возможность поцеловать свою ступню и вступил в переговоры с королём[33]. 
 Лозинский: Папа Александр VI обратился за помощью к султану Баязиду, однако не достиг успеха и был вынужден предложить одному из своих подручных проработать церемонию въезда Карла в Рим. Карл проделал всю выработанную программу и направился с заложниками в Неаполь[34].